# کیا حسین دوم چلاوی

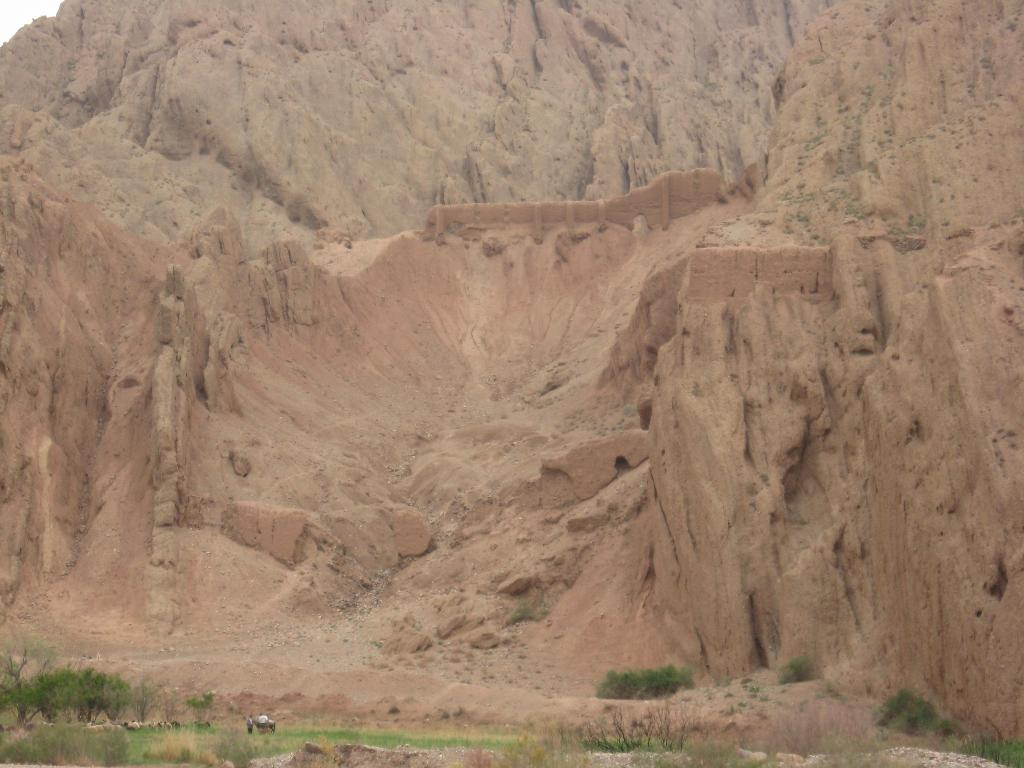
قلعه استوناوند، پایگاه کیا حسین چلاوی

کیا حسین دوم چلاوی از خاندان چلاویان و از نوادگان اسکندر شیخی حاکم خوار (گرمسار)، سمنان، دماوند و فیروزکوه و مازندران بود. کیا حسین که در آغاز به قدرت رسیدن شاه اسماعیل یکم در مازندران قدرت و شوکتی پیدا کرده بود، ادعا میکرد که به زودی بر شاه اسماعیل خواهد شورید، پایتخت ایران را از او پس گرفته و او را در قفسی که از پیش ساخته بود، اسیر و زندانی خواهد کرد.

## برخورد شاه اسماعیل و کیا حسین
پس از فتح تبریز توسط شاه اسماعیل در سال ۹۰۷ قمری و شکست و فراری شدن الوند بیگ آق قویونلو و سلطان مراد، بعضی از فراریان آق قویونلو از جمله مرادبیگ جهانشاه لوی ترکمان و ساتلمیش بیگ به قلاع مازندران و سمنان پناه بردند. حاکم این قلاع، کیا حسین دوم چلاوی، تهدیدی برای شاه جوان صفوی به حساب می‌آمد و امکان داشت در غیاب شاه اسماعیل به اتفاق آق قویونلوها مجدداً به پایتخت حمله کنند. به گفته تاریخ ایلچی نظام شاهː«حسین کیا با آنکه شیعی مذهب بود و همیشه دم از ولای خاندان اهل بیت رسول الله می‌زد در این وقت به فریب امرای ترکمان از راه رفته با حضرت شاه دین پناه اظهار مخالفت کرد و طریق عصیان پیش گرفت». شاه اسماعیل بعد از طغیان کیا حسین، الیاس بیگ ایغوت اوغلی را همراه با سپاهی به دفع وی فرستاد. چون الیاس بیگ به رستمدار عازم گشت، کیا حسین قلعه ورامین را محاصره کرد و چون دید فتح قلعه با جنگ میسر نمی‌شود با حیله سفیرانی نزد الیاس بیگ فرستاد و از صلح سخن راند و بعد از تأکید بر عهد و پیمان، الیاس بیگ با مردم فراوان از قلعه بیرون آمد. کیا حسین نقض عهد کرده و وی را با همه ملازمان به قتل رساند. وقتی خبر قتل الیاس بیک به شاه اسماعیل رسید، در پایان زمستان سال ۹۰۹ قمری و در آخر رمضان، از طریق قم به ری و از آنجا به قلعه گلخندان - اولین قلعه تحت تسلط کیا حسین- حمله نمود.

## قلعه گلخندان
برای فتح دژ گل خندان، شاه اسماعیل دستور داد تا استحکامات چوبی آن را با پرتاب آتش و نفت سوزانده و با پر نمودن خندق‌ها و نقب زدن وارد قلعه شوند. ساکنان قلعه چون مقاومت را بی‌فایده دیدند امان خواسته و تسلیم شدند، ولی بر طبق حکم شاه اسماعیل در دوم ماه شوال قتل‌عام گردیده و قلعه گلخندان با خاک یکسان شد.

## قلعه فیروزکوه
محاصره قلعه فیروزکوه ده یا پانزده روز طول کشید و از آنجایی که کوتوال قلعه علی کیای ضماندار، مبارزه و مقاومت سپاه خود را بیفایده می‌دید، به وساطت امیر نجم زرگر رشتی کلید قلعه را تسلیم شاه کرده به جنگ خاتمه داد. مردم سپاهی این قلعه نیز قتل‌عام شدند و به قول صاحب فتوحات شاهی «اهل و عیال» آنها هم به قتل رسیدند.

## قلعه استا
محاصره قلعه استا (استوناوند) که کیا حسین و دوازده هزار تن از همراهان وی شامل بازماندگان آق قویونلو به آن پناه برده بودند. در ۲۴ شوال شاه اسماعیل قلعه استا را محاصره کرد و مردم اهل قلعه از بالای برج تیر و تفنگ می‌انداختند. به فرمان شاه اسماعیل مسیر رودخانه حبله به قلعه را تغییر دادند. روز سوم بستن آب، اهل قلعه به سمت ارگ محل تحصن کیا حسین رفتند و سه روز دیگر غبار جنگ بالا گرفت و در روز ۲۷ ذی القعده آن موضع نیز به تسخیر درآمد. مردم قلعه به همراه حسین کیا امان طلبیده و تسلیم شدند، در منابع تاریخی تعداد مقتولین و اسرا متفاوت بیان شده است به گفته یحی قزوینی که شاهد عینی ماجرا بوده در نسخه خطی لب التواریخ موجود در موزه بریتانیا نوشته شدهː«بیش از ده هزار نفر به اسارت درآمده از میان آنها حدود هزار تن کشته شدند و دو تن به اسامی مرادبیگ جهانشاه لوی ترکمان و ساتلمیش بیگ زنده زنده از ته به سر سیخ کشیده شده کباب شدند و قزلباشان از گوشت آنها تغذیه کردند». حسن روملو در احسن التواریخ تعداد مقتولین را ده هزار نفر و اسکندر بیگ ترکمان در عالم آرای عباسی هفت هزار نفر گفته شده است.
شاه اسماعیل پس از خراب کردن قلعه استا، در حالی که حسین کیای چلاوی را در همان قفسی که خود ساخته بود محبوس کرده بود، به سوی ری بازگشت. از آنجایی که قزلباشان حسین کیا را در قفس آزار داده و اذیت می‌کردند، حسین کیا در حینی که نگهبانان غافل بودند زخمی به خود زد اما کارگر نشد و در سوم ذی الحجه کیا حسین بخاطر زخمی که به خود زده بود در گنبد کبود درگذشت.